# Partit Obrer Polonès
Partit Obrer Polonès (polonès Polska Partia Robotnicza) fou un partit polític d'orientació comunista a Polònia de 1942 a 1948. Va ser fundat com la reconstitució del Partit Comunista de Polònia, i es va fusionar amb el Partit Socialista Polonès en 1948 per formar el Partit Obrer Unificat Polonès.

## Història
El destí del Partit Comunista de Polònia fou decidit per Ióssif Stalin. El 1938, Stalin tenia el Partit Comunista de Polònia purgat de trotskistes, tal com es va fer al Partit Comunista de la Unió Soviètica. Va executar o empresonar 5.000 dels seus membres.
Després de la invasió de la Unió Soviètica pel Tercer Reich, Stalin va ser persuadit per Wanda Wasilewska (un polític soviètic de Polònia) a ajudar els comunistes de Polònia. El gener de 1942, un grup d'iniciativa dels comunistes polonesos que incloïa Marceli Nowotko, Paweł Finder, i Boleslaw Mołojec obtingueren el permís de Stalin per a formar un partit comunista a Polònia, el Polska Parti Robotnicza, o PPR. Es va evitar utilitzar la paraula "comunista" en el títol per a eliminar la connotació de partit controlat per una potència estrangera.
Després de la mort de Nowotko i la detenció del Finder per la Gestapo el 1943, Władysław Gomułka va esdevenir secretari de la comissió tècnica del Comitè Central de 1943 fins al seu terme el 1948, després de les eleccions parlamentàries poloneses de 1947 i la constitució del Partit Obrer Unificat Polonès.
A Polònia, el partit va ser incapaç d'atreure membres perquè els vells partits polítics mantenien un alt suport popular i eren ben establert en el govern clandestí. La política del PPR de reconèixer les noves possessions soviètiques a Polònia Oriental va antagonitzar els sentiments nacionalistes de la població.
El novembre de 1943, el PPR intentà cercar legitimitat apel·lant a la causa nacionalista amb la publicació d'un manifest, Per a què estem lluitant. Això senyala l'objectiu del partit de la suposada independència i una suposada revolució socialista. Aquest reconeixement de la causa nacionalista i la voluntat d'unir-se en el govern amb les altres partits suposava una ruptura amb la impopular política d'hostilitat cap als partits burgesos i al parlament de l'antic Partit Comunista.

## Govern a l'exili
El representant de Polònia reconegut internacionalment va ser el govern a l'exili a Londres. La seva Delegatura dirigia l'administració de l'únic estat clandestí de Polònia. Constava dels principals partits polítics i va ser dirigit per Stanisław Mikołajczyk, el líder del Partit Popular Polonès. Their underground armed militia, the Armia Krajowa (AK), or Home Army, had a large activist membership dwarfing the small military wing of the PPR's Armia Ludowa, or People's Army. La seva milícia armada clandestina, l'Armia Krajowa (AK), tenia un gran nombre d'activistes, comparats amb la petita ala militar del PPR, l'Armia Ludowa, o Exèrcit del Poble.
El PPR cercà obtenir el reconeixement polític en unir-se a la Delegatura i a l'AK, però els seus intents no van tenir èxit perquè sempre eren considerats com a espies soviètics. Consideraven com a inacceptable la condició de renunciar a la pertinença a la Internacional Comunista i es va negar a oposar-se a la cessió dels territoris de l'Est a la Unió Soviètica. Així, el PPR es va negar a unir-se a les estructures de l'Estat polonès clandestí i intentà crear una alternativa comunista de poder que va tenir èxit amb el suport de l'Exèrcit Roig. Unitats de l'Armia Ludowa participaren en l'aixecament de Varsòvia de 1944, tot i que oficialment el PPR el va desautoritzar, ja que pretenien que fos l'Exèrcit Roig qui alliberés la ciutat i a finals de 1944 organitzaren a Moscou el Comitè Polonès d'Alliberament Nacional (Polski Komitet Wyzwolenia Narodowego, PKWN).

## Transformació del partit i ocupació del poder
El fracàs de l'aixecament de Varsòvia va delmar l'Armia Krajowa, cosa que va donar més força a les milícies comunistes, i va dividir al govern a l'exili. Aconseguiren convèncer el líder del Partit Popular, Stanislaw Mikolayczk, que s'unís al PKWN i organitzaren un Govern Provisional d'Unitat Nacional (Tymczasowy Rzad Jednosci Narodowej, TRJN), juntament amb el Partit Socialista, el Partit Popular i el Partit Demòcrata, i que aviat fou reconegut pels aliats.
Després de les eleccions del 1947, i seguint el model forjat per Stalin a tots els països socialistes, el 21 de desembre de 1948 van decretar la unificació en un sol partit de l'anticomunista Partit Socialista Polonès (Polska Partia Socjalistyczna) per a constituir el Partit Obrer Unificat Polonès (Polska Zjednoczona Partia Robotnicza PZPR).

## Resultats electorals

### Sejm
| Any  | Vots                     | %                        | Escons    | +/- |
| ---- | ------------------------ | ------------------------ | --------- | --- |
| 1947 | Dins del Bloc Democràtic | Dins del Bloc Democràtic | 114 / 444 | Nou |

## Primers secretaris del PPR
- Gener-desembre 1942: Marceli Nowotko
- Desembre 1942: Bolesław Mołojec
- gener-setembre 1943: Paweł Finder
- Novembre 1943-setembre 1948: Władysław Gomułka
- Setembre 1948: Bolesław Bierut